# Busverkehr in Rostock
Zum Busverkehr in Rostock gehören 25 Omnibuslinien, die von der Rostocker Straßenbahn AG (RSAG) betrieben werden. Die Linien bedienen innerhalb der Stadt Rostock 427 Haltestellen und haben eine Gesamtlänge von rund 306 km. Neben der RSAG bedient innerhalb des Verkehrsverbundes Warnow (VVW) auch Rebus Regionalbus Rostock (Rebus) einige Haltestellen in der Stadt und verbindet sie als Regionalbus mit dem Rostocker Landkreis.

## Liniennetz der Stadtbusse
In Rostock existieren derzeit 23 reguläre Stadtbuslinien, 4 Nachtbuslinien sowie 3 Abruf-Taxi-Linien und eine Expressbuslinie sowie mehrere Regionalbuslinien, welche innerhalb des Stadtgebietes mehrere Haltestellen bedienen.
- Kursiv dargestellt: seltener als 30-Minuten-Takt
- Abruf-Linien-Taxi bei Bestellung[1]
- Nachtbuslinien (Fledermaus): Ab Mitternacht im 60-Minuten-Takt[2]

| Linie | Linienweg | Bemerkungen |
| ----- | --- | --- |
| 16    | Dierkower Kreuz – Hinrichsdorf – Stuthof | |
| 17    | Hohe Düne Fähre – Markgrafenheide (– Rostocker Heide) | Markgrafenheide – Rostocker Heide: Mo–Fr nur drei Fahrten, Sa nur eine Fahrt als Abruf-Linien-Taxi, Sonn- und Feiertags zwei Fahrten als Abruf-Linien-Taxi |
| 18    | Dierkower Kreuz – Hinrichsdorf – Markgrafenheide – Hohe Düne Fähre | |
| 19    | Dierkower Kreuz – Hafenbahnweg – Seehafen Fähre – Liebherrstraße | nur Mo–Fr bis 20 Uhr |
| 22    | Hauptbahnhof Nord – Steintor – Weißes Kreuz – Kassebohm Süd | |
| 23    | Hauptbahnhof Nord – Steintor – Weißes Kreuz – Brinckmansdorf – Riekdahl | |
| 24    | Am Rosengarten – Steintor – Weißes Kreuz – Roggentin Dorfplatz – Kösterbeck West – Pastow Süd / (– Pastow Nordwest) | Früh- und Spätverkehr sowie Sonn- und Feiertags nur Brinckmansdorf – Pastow Süd (fährt hier in Tarifzone 7)                                                |
| 25    | Evershagen, Thomas-Morus-Straße – Schutow – Markt Reutershagen – Ostseestadion – Parkstr. – Doberaner Platz – Goetheplatz – Hauptbahnhof Süd | Aufgrund von Bauarbeiten an der Goetheplatzbrücke verkehrt die Linie als Ersatz für die Straßenbahn weiter bis Hauptbahnhof Süd                            |
| 26    | Hauptbahnhof Süd – Schwaaner Landstraße – Robert-Koch-Straße – Südblick | |
| 27    | Klinikum Schillingallee – Parkstr. – Saarplatz – Erich-Schlesinger-Str. – Hauptbahnhof Süd (– Hauptbahnhof Nord) | nur Mo–Fr bis 21 Uhr |
| 28    | Campus Südstadt – Zoo – Sternwarte – Ostseestadion – Holbeinplatz | nach 20:30 Uhr nur als Abruf-Linien-Taxi |
| 29    | Campus Südstadt – Neuer Friedhof – Wüsteney | |
| 31    | Sassnitzer Straße – Ostseeallee – Lütten Klein Zentrum – Lütten Klein – Taklerring – Lichtenhagen | |
| 34    | Fischereihafen – Holbeinplatz | nur Mo–Fr von 6 bis 17 Uhr |
| 35    | Lütten Klein – Schmarl Dorf | Wochenende und Feiertage nur als Abruf-Linien-Taxi |
| 36    | Lichtenhagen, Mecklenburger Allee – Lichtenhagen – Warnemünde Werft – Warnemünde Strand (– Diedrichshagen) | Warnemünde Strand – Diedrichshagen: nur im Früh- und Spätverkehr                                                                                           |
| 37    | Warnemünde Werft – Warnemünde, Kirchenplatz – Diedrichshagen – Lichtenhagen, Mecklenburger Allee | kein Spätverkehr |
| 38    | Evershagen, Thomas-Morus-Straße – Evershagen Süd – Lütten Klein – Lichtenhagen, Mecklenburger Allee | |
| 39    | Hauptbahnhof Süd – Parkstraße – Ostseestadion – Markt Reutershagen – Evershagen Süd – Lütten Klein | nur Mo–Sa bis 20 Uhr |
| X41   | Lütten Klein Zentrum – Lütten Klein – Martin-Luther-King-Allee – Dierkower Kreuz | Expressbuslinie (alle 30 Minuten) |
| 45    | (Lütten Klein Zentrum –) Lütten Klein – Seehafen Fähre – Warnowblick – Fährstraße – Baumschulenweg – Dierkower Kreuz – Toitenwinkel, Weidendamm | Lütten Klein – Lütten Klein Zentrum: nur Mo–Fr zur HVZ |
| 45A   | Warnowblick – Fährstraße – Baumschulenweg | Abruf-Linien-Taxi |
| 49    | (Lütten Klein Zentrum –) Lütten Klein – Seehafen Fähre – Dierkower Kreuz | Lütten Klein – Lütten Klein Zentrum: nur Mo–Fr zur HVZ |
| F1    | Lütten Klein – Evershagen – Reutershagen – Holbeinplatz – Doberaner Platz – Steintor – Hauptbahnhof Nord – Campus Südstadt – Südblick | Nachtbuslinie |
| F2    | Lütten Klein – Evershagen, Thomas-Morus-Str. – Markt Reutershagen – Schwimmhalle – Parkstr. – Doberaner Platz – Hauptbahnhof Nord – Steintor – Gerberbruch – Dierkower Kreuz – Kurt-Schumacher-Ring – Toitenwinkel, Hafenallee – Kirchenplatz – Warnowblick | Nachtbuslinie |
| F3    | Lütten Klein – Warnowallee – Möllner Straße – Mecklenburger Allee – Streuwiesenweg – Warnemünde Strand – Warnemünde Werft | Nachtbuslinie |
| F4    | Doberaner Platz – Hauptbahnhof Nord – Steintor – Weißes Kreuz – Kassebohm Nord – Brinckmansdorf – Riekdahl | Nachtbuslinie Mo–Fr als Abruf-Linien-Taxi |

Linien mit einer Nummer höher als 100 sind Regionalbuslinien der Rebus GmbH.
| Linie | Linienweg                                           |
| ----- | --------------------------------------------------- |
| 102   | Rostock ZOB – Campus Südstadt – (Satow)             |
| 106   | Rostock ZOB – (Satow)                               |
| 112   | Rostock ZOB – Steintor – (Sanitz)                   |
| 113   | Rostock ZOB – Brinckmansdorf – (Kavelstorf)         |
| 118   | Dierkower Kreuz – (Graal-Müritz)                    |
| 119   | Lütten Klein – Lütten Klein Zentrum – (Bad Doberan) |
| 122   | Lütten Klein – Lütten Klein Zentrum – (Bargeshagen) |
| 123   | Rostock ZOB – Steintor – Brinckmansdorf – (Sanitz)  |
| 128   | Reutershagen – Schutow – (Bad Doberan)              |

### Nachtbuslinien (Fledermaus)
Die RSAG betreibt vier Nachtbuslinien („Fledermauslinien“). Auf dem Linienweg halten sie an ihren eigenen Haltestellen oder nutzen vorhandene Haltestellen. Die Busse fahren von 0 Uhr bis 4 Uhr im 60-Minuten-Takt und am Wochenende ab 4 Uhr im 30-Minuten-Takt. Bei den Nachtbuslinien ist vorne einzusteigen und der Fahrausweis vorzuzeigen. Hier besteht die Möglichkeit – wie bei den Stadtbuslinien ab 21 Uhr – den „Halten-auf-Wunsch“-Service zu nutzen und zwischen den Haltestellen auszusteigen.

### Abruf-Linien-Taxi (ALT)
Das Abruf-Linien-Taxi (ALT) fährt in bestimmten Bereichen als Ersatz für den Omnibus. Dieses Taxi muss allerdings telefonisch bestellt werden. Das Taxi fährt zur nächstgelegenen Haltestelle. Der normale VVW-Fahrschein ist hier gültig.

### RSAG-Flex (On Demand Service)
Vom 5. Februar 2024 bis Anfang 2025 betrieb die RSAG auch einen Shuttle-Service, genannt RSAG-Flex. Der Service bot für einen Komfortzuschlag in Kombination mit einem VVW-Fahrschein einen bestellbaren Kleinbus. Der Service war nur im Nordosten der Stadt verfügbar und bediente unter anderem die Stadtteile Dierkow, Toitenwinkel, Gehlsdorf, Brinckmansdorf und Nienhagen. Der Unterschied zum Abruf-Linien-Taxi bestand darin, dass der Shuttle nicht auf stationäre Haltestellen angewiesen ist. Dieses Angebot war ein Pilotprojekt und ursprünglich zunächst bis Ende 2024 befristet.

## Fahrzeuge
Die Rostocker Straßenbahn AG (RSAG) besitzt 91 Omnibusse, davon 32 Solobusse, 54 Gelenkbusse sowie 5 CapaCity Busse und zusätzlich 3 Kleinbusse. Dabei wird hauptsächlich auf die Modelle Mercedes-Benz Citaro und MAN Lion’s City gesetzt. Es sind ausschließlich Niederflurfahrzeuge vorhanden.
Bei den Bussen setzt die RSAG auf 3 bis 4 Türen, dabei ist bei den Solobussen an der 2. und bei den Gelenkbussen an der 2. und 3. Tür eine klappbare Rollstuhlrampe vorhanden. An jedem Türraum ist ein Entwerter vorhanden. Neben jeder Tür ist ein Taster angebracht, der Ein- und Ausstieg erfolgt vor 20 Uhr durch jede Tür. Nach 20 Uhr erfolgt der Einstieg beim Fahrer.
Tagsüber werden Fahrkarten weder beim Fahrer vorgezeigt noch gekauft, in jedem RSAG-Bus gibt es an der 2. Tür einen Fahrkartenautomaten.
In den neueren Bussen sind TFT-Monitore sowie USB-Ladeanschlüsse verbaut. Der Boden ist in Laminatoptik gehalten und die Sitze sind mit blauem Stoff überzogen.
In den Fahrzeugen können Rollstühle, Kinderwagen und Fahrräder mitgenommen werden.
Die RSAG-Busse tragen die Nummern 201 bis 388, wobei die 200er Nummern Gelenkbusse und die 300er Nummern Solobusse sind.
| Modell                                    | Stückzahl | Besonderheiten/Merkmale                                       |
| ----------------------------------------- | --------- | ------------------------------------------------------------- |
| Mercedes-Benz O530 Citaro Facelift        | 6         |                                                               |
| Mercedes-Benz O530 Citaro Facelift G      | 6         |                                                               |
| Mercedes-Benz Citaro C2                   | 8         |                                                               |
| Mercedes-Benz Citaro C2 G                 | 24        |                                                               |
| Mercedes-Benz Citaro C2 GL CapaCity       | 5         | werden hauptsächlich auf den Linien 31, 36 und X41 eingesetzt |
| MAN A23 Lion’s City G NG323               | 14        |                                                               |
| MAN A21 Lion’s City NL323                 | 2         |                                                               |
| MAN 18G Lion’s City NG320 EfficientHybrid | 8         | wird mit Erdgas (CNG) betrieben                               |
| MAN 12G Lion’s City NL320 EfficientHybrid | 10        | wird mit Erdgas (CNG) betrieben                               |
| MAN 18E Lion’s City NG734                 | 2         | Batteriebus                                                   |
| MAN 12E Lion’s City NL734                 | 3         | Batteriebus                                                   |
| IVECO E-Way 12M                           | 2         | wird hauptsächlich auf Linie 37 eingesetzt / Batteriebus      |
| Mercedes-Benz Citaro C2 Ü                 | 1         | Fahrschulbus                                                  |
| MAN TGE                                   | 3         | Batteriebetriebener Kleinbus für Shuttle-Service (RSAG-Flex)  |

Die Rostocker Straßenbahn AG (RSAG) hat 2023 beschlossen, nur noch Fahrzeuge mit alternativen Antrieb zu bestellen. Damit soll der Fuhrpark bis 2035 klimaneutral werden.

## Geschichte
Siehe auch: Rostocker Straßenbahn AG

### 1926 bis 1945
1926 wurde die erste Buslinie in Betrieb genommen, die Linie W. Diese verkehrte mit Büssing-Omnibussen vom Blücherplatz (heute Universitätsplatz) in der Rostocker Innenstadt nach Warnemünde. Zwei Jahre später folgte die Buslinie 5, ebenfalls durch die Rostocker Innenstadt. Der Fuhrpark wurde mit gebrauchten VOMAG-Omnibussen erweitert. Zur Wartung der Fahrzeuge wurde 1928/29 auf dem damaligen Betriebsgelände in der Fahnenstraße eine Abstellhalle und eine Werkstatt errichtet. 1935 wurden vier Omnibusse auf Holzgasbetrieb umgestellt. Da diese Busse keinen rationierten Treibstoff benötigten, konnte der Busverkehr auch während des Zweiten Weltkrieges eingeschränkt aufrechterhalten werden. Im Verlauf des Krieges mussten Omnibusse an die Wehrmacht abgegeben werden, der Betrieb wurde immer mehr ausgedünnt. Mit Kriegsende am 1. Mai 1945 endete der Busbetrieb zunächst.
Im Sommer 1945 mit einem zurück gekehrten Bus wieder aufgenommen, endete der Busverkehr abermals nach Beschlagnahmung des Fahrzeuges durch die Besatzungsmacht.

### DDR-Zeit
Der regelmäßige Busverkehr wurde erst ab Juli 1949 wieder aufgenommen. Zu den zeitweilig 15 Holzgasomnibussen, die bis 1957 verkehrten, kamen in den 1950er Jahren Busse aus DDR-Produktion, die IFA H6B und Doppelstockbusse Do 56 hinzu, letztere wurden besonders auf der Linie nach Warnemünde eingesetzt. Ebenso wurden Mitte der 1950er Jahre neue Busse des ungarischen Herstellers Ikarus geliefert. Von da an waren Busse der Typen Ikarus 601, Ikarus 620 und dominierend der Ikarus 66 in der Stadt unterwegs. Erste Gelenkbusse des Typs Ikarus 180 folgten.
1974 wurde die Straßenbahnlinie 4 nach Gehlsdorf auf Busbetrieb umgestellt. 1974 kamen die ersten modernen Ikarus-Busse der Typenreihe 200 zum Einsatz, etwa der dreiachsige Gelenkbus Ikarus 280. Im Jahr 1979 wurde eine Anzahl sowjetischer Omnibusse des Types LiAZ-677 mit Ottomotor gekauft, die aber bereits 1986 wieder ausgemustert wurden.

### Nach der Wende
Ab 1991 wurde der Fuhrpark schrittweise durch behindertengerechte Niederflurfahrzeuge des Typs MAN NG 272/262 und Auwärter Neoplan ersetzt. Fünf Jahre später wurden auch Busse des Typs Mercedes-Benz O 405 N und O 405 GN eingesetzt.
Im Jahr 2001 entstand in Schmarl der neue Busbetriebshof der RSAG. Ab 2003 erfolgte die Beschaffung von Bussen des Typen Mercedes-Benz Citaro als Solo- und Gelenkbusse. Zwischendurch gab es kleinere Serien des Types MAN Lion’s City. 2008 kamen die ersten Busse, die die EVV-Norm erreichten, zum Einsatz.
Seit 2019 verbindet Lütten Klein Zentrum und Dierkower Kreuz die erste Expressbuslinie Rostocks. Seit 2020 verstärken fünf überlange Busse des Types Mercedes-Benz CapaCity den Fuhrpark mit einer Länge von knapp 20 Metern.
2021 bekam Rostock offiziell die ersten batteriebetrieben Elektrobusse des Types IVECO E-Way.